# 螺喙荠属
螺喙荠属（学名：Spirorhynchus）是十字花科下的一个属，为一年生草本植物。该属共有2种，分布于中亚、伊朗、巴基斯坦。